# 리치 폴크너

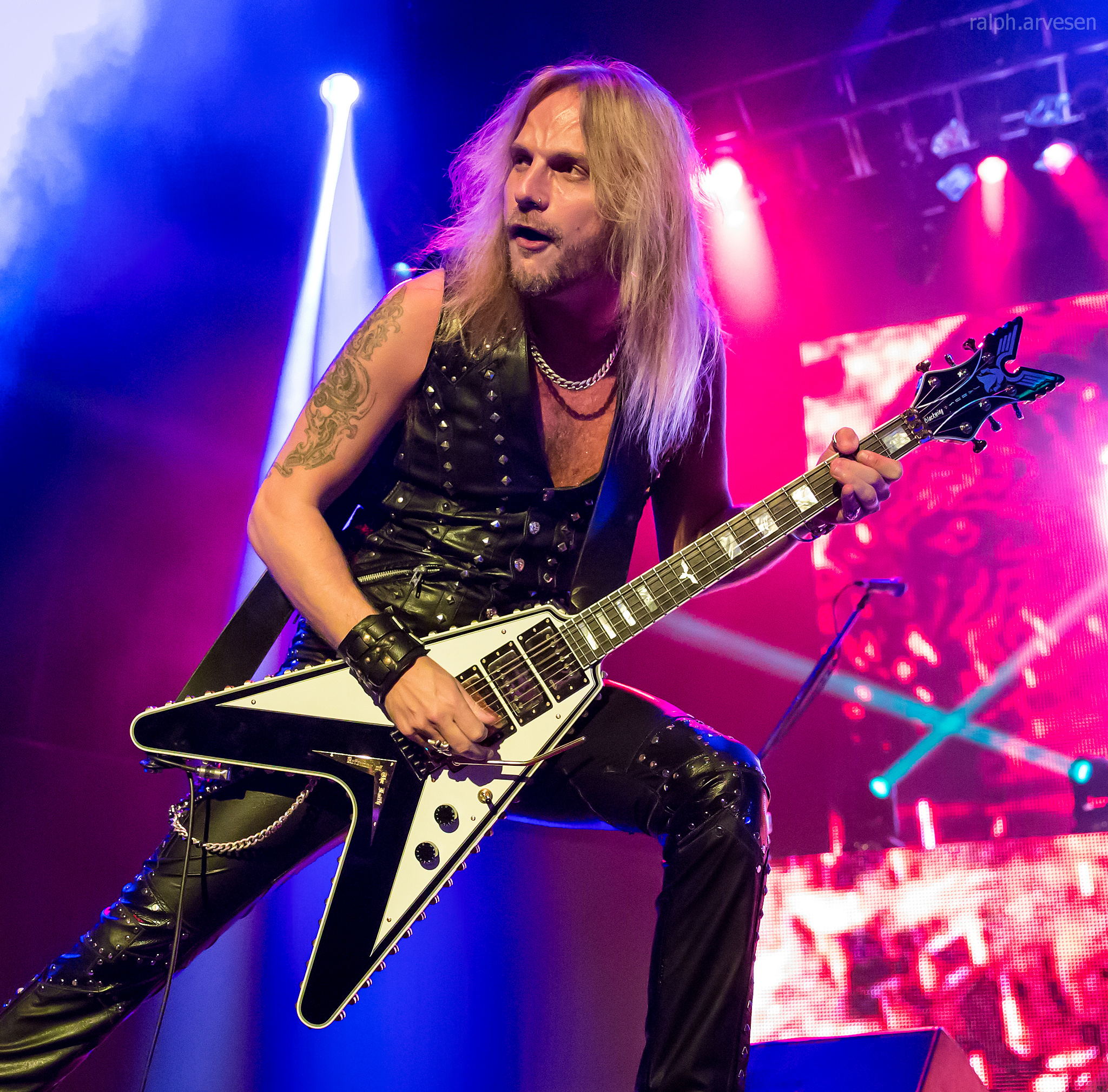
2015년 5월에 공연 중인 리치 폴크너

리치 폴크너(Richard lan Faulkner, 1980년 1월 1일 ~, 영국 런던)는 주다스 프리스트의 리드 기타이다. K.K.다우닝의 자리를 물려받아 2011년 주다스 프리스트와 함께 하게 되었다.